# توشيكي اينو
توشيكي اينو (باليابانية: 井上敏樹؛ بالكانا: いのうえ としき) هو كاتب سيناريو ياباني، ولد في 28 نوفمبر 1959 في سايتاما في اليابان.

## وصلات خارجية
- توشيكي اينو على موقع IMDb (الإنجليزية)
- توشيكي اينو على موقع ميوزك برينز (الإنجليزية)
- توشيكي اينو على موقع قاعدة بيانات الفيلم (الإنجليزية)
- توشيكي اينو على موقع كينوبويسك (الروسية)
- توشيكي اينو على موقع ANN person (الإنجليزية)